# 장병우
장병우(張秉佑, 1954년 9월 15일~ )는 대한민국의 판사로  제24회 사법시험에 합격하였으며 사법연수원 14기이고 2014년 3월 현재 광주지방법원장과 현재 광주시 선거관리위원회 제24대 위원장을 맡고 있다. 전라남도 화순 출신으로 광주제일고를 1973년에 졸업하고 서울대 법대를 1977년에 졸업했으며 광주지방법원 수석부장판사, 광주고등법원 수석부장판사, 광주지방법원 순천지원 판사 등을 지냈다. 광주·전남에서만 근무해 지역사정에 밝고 광주고·지법의 수석부장을 지내며 동료 법관이나 지역 법조인의 의견을 청취한다고 알려져 있다. 2014년 4월 2일 일당 5억원 짜리 '황제노역' 판결로 비난을 받아오다  사직서를 내 10년 만에 '불명예 퇴진'한 법원장으로 기록됐다.
그런데 애초 검찰구형은 벌금 1000억원에 대한 선고유예여서 차라리 판사가 양심적이었다는 평가가 존재한다.

## 가족관계
부인 허정숙 씨와 사이에 1남 1녀이며  호남대학교 총장을 역임했고, 참여정부의 마지막 기획예산처 장관, 제18대 국회의원 역임한 민주당 장병완 의원의 동생으로도 잘 알려져 있다.

## 주요 판결
- 광주고법 행정부 재판장으로 광주시와 맥쿼리 측의 대규모 사회간접자본(SOC) 소송에서 광주시의 손을 들어줬다.

- 광주고법 형사부 재판장으로 근무하면서 법인의 보조금 수령 자격 구비 여부를 조사하지 않은 채 자의적으로 보조금을 교부한 나주시장에 대해 1심 무죄판결을 파기하고 유죄를 선고하고, 지역주민에게 격려금 등 명목으로 기부행위를 한 화순군수에 대해서도 무죄를 선고한 1심과 달리 유죄를 선고해 공직선거 질서 확립에 기여하는 등 사회적 파장이 큰 사건들을 법과 원칙에 따라 엄정히 처리했다[2].

- 대주그룹 허재호에 대해 일당 5억원의, 일명 "황제노역"판결을 내렸고, 전국민적 비난을 받았다. 이후, 대주그룹과의 아파트 거래에서 이상한 점이 발견되었고, 이에 대해 조사가 필요하다는 여론이 발생하자, 급작스럽게 사직서를 제출하여 의심을 증폭시키고 있다.

## 철학
2014년 2월 광주지방법원장은 취임식에서 "국민들의 법감정에 부응하고 상식적이고 합리적인 재판이 이뤄질 수 있도록 법관들이 노력해야" 하며 "호남의 중추 법원인 광주지방법원이 자유, 평등, 정의, 인권의 보루로서 사명과 역할을 충실히 수행해야 한다" 그리고 "국민들이 법원에 바라는 것은 올바르고 공정한 재판, 상식에 맞고 합리적인 재판을 친절하게 잘 해달라는 것이다"고 소견을 밝히기도 하였다.

## 일당 5억원 노역장 유치 판결 논란

### 판결 내용
장병우 판사는 2010년 1월 21일 광주고법 제1형사부장으로 있으면서 특정범죄가중처벌법상 조세 포탈 등의 혐의로 불구속 기소된 허재호 전 회장에 대한 항소심에서 징역 2년 6월에 집행유예 4년, 벌금 254억원을 선고하면서, 벌금을 납부하지 않을 경우 1일 5억원으로 계산, 노역장에 유치한다는 판결을 했다. 이 판결은, 2014년 3월 허재호가 체포돼 노역장에 유치되게 되면서 거센 비판 여론을 불러일으켰으며 장병우 판사 역시 화제의 인물로 떠올랐다. 노역장 유치는 최대 3년까지 가능하고 일반인의 경우 하루 노역장 일당을 5만원에서 10만원 정도로 계산하는 점을 감안하면 허재호 전 회장의 노역 일당을 5억원으로 결정한 것은 지나친 특혜라는 비판이 제기되었다.  허 전 회장의 재판을 맡은 1, 2심 재판장 모두 지역법관(향판)으로 당시 2심 재판장은 현재 광주지법원장으로 근무하고 있으며 허 전 회장의 1심 변호인 4명 가운데 2명이 광주지법원장 출신으로 전관예우나 향판 문제가 제기되고 있다
허 전 회장은 3월 24일 건강검진과 신입 수용자 교육을 받느라 작업을 하지 않았고 22일 노역장에 유치된 허 전 회장은 공휴일인 토, 일요일엔 노역이 집행되지 않는 등 3일 동안 아무 일도 하지 않고 하루 5억원씩 15억원의 벌금을 탕감받아 비난을 받고 있다.
일각에서는 장 법원장이 지역의 대표적 ‘향판’이었고, 허 전 회장 집안 또한 부친이 판사 출신인 법조가문인데다 호남의 유명한 기업인이자 지역유지였다는 점에서 두 사람이 일정정도 ‘친분’이 있을 수 있다는 추론이 제기되고 있고 이로 인해 허 전 회장의 변호인들 역시 판사가 향판 출신이기에 부담을 느꼈으리라는 추정도 나온다. 허 전 회장은 1심에서 김앤장 법률사무소의 변호인을 선임했다가 재판 하루 전 변호인을 바꿨다. 광주지법원장을 지낸 전도영, 박행용 변호사가 허 전 회장의 변론을 맡았으며 전 변호사는 2000년~2002년, 박 변호사는 2004년~2006년에 각각 광주지방법원장을 지냈고 특히 박 변호사는 ‘도가니’ 사건으로 알려진 인화학교 사건의 변호를 맡아 승소, 전관예우 논란이 일기도 했다.

### 참작 사유
광주 법원의 한 관계자는 이에 대해 “허재호 전 회장은 포탈세액을 개인적으로 착복하지 않고 회사 자금으로 사용했다”며 “사재를 털어 가산세까지 합쳐 818억원을 납부했고 횡령액도 모두 변상한 점 등이 참작됐다”고 설명했다. 또한 "애초 선고유예할 수도 있는 사안이었다”며 “벌금을 짧은 기간 노역으로 때울 수 있도록 한 것이 아니라 선고유예도 가능한 사안에 짧은 환형유치라도 부과한 측면도 있다”고 해명했다.

## 반응
- JTBC <뉴스9>가 현대리서치, 트리움 연구소에 의뢰해 진행한 여론조사에 따르면 노역 일당으로 5억원이 책정된 판결에 대해 합리적인 결정이라는 의견이 8.1%인 것에 반해 비합리적인 결정이라는 의견이 80.9%에 이르는 것으로 나타났다[14].

- 광주경제정의실천시민연합(이하 광주경실련)은 24일 “반복적 불공정 판결을 낳은 현 광주지방법원장의 조속한 입장 표명과 함께 사법부의 재벌봐주기식 편향된 판결에 대해 각성을 촉구한다”고 하며 “현 광주지법원장은 대주그룹 허 회장 일당 5억원 및 신세계·이마트 매곡동 입점 허용 판결 등 공공선을 심각히 위배한 천민자본주의적 판결 사례에 대해 분명한 입장을 밝혀야 한다”고 주장했다.[15]

- 대한변호사협회는 “하루 5억 황제노역, 허재호 대주그룹 전 회장 사건에 통탄한다”라는 성명을 내고 “(허 전 회장의 환형 유치금은) 서민이 벌금을 내지 않으면 노역장에 유치돼 하루 5만~10만원씩 공제받는 것에 비해 1만배, 5000배 차이가 난다”며 “이는 헌법상 평등의 원칙에 위반된다고 봐야 한다”고 주장했다.[16]

- 새누리당 최경환 원내대표는 "50일간 노역장에 유치되면 벌금을 모두 면할 수 있는 황당무계한 판결"이라며 노역장 제도와 지역법관, 이른바 '향판'제도 등 국민의 상식을 벗어난 법적, 제도적 장치를 근본적으로 개선해야 한다고 강조하였다[17].

- 민주당 우원식 최고위원 역시 최고위원회의에서 "사법부의 여전한 재벌 봐주기 관행이 일당 5억원 회장까지 만들었다"며 " "일당 5억 원짜리 49일간 감옥 체험을 마치면 영원한 자유의 몸이 된다"며 "서민들은 상상할 수도 없는 돈을 횡령하고 벌금은 단 49일 노역 체험으로 자유를 누릴 수 있다는 사실이 참으로 개탄스럽다. 무전유죄 유전무죄보다 더 울화가 치민다"고 지적했다[18].

- 정의당 심상정 원내대표는 "만인에게 평등해야 할 법이, 오히려 돈 있고 위세 있는 이들에게 만 배 더 너그러운 꼴이고, 헌법상 평등의 원칙에도 위배된다"며 "분명한 기준도 없이 재벌들의 경제범죄에 면죄부 역할을 해온 현재의 노역장 유치제도를 차제에 근본적으로 손질해야 한다"고 지적했다[19].

- 전북대 김동근(법학전문대학원) 교수는 “지역 유력 인사와 친분이 생길 수밖에 없는 향판의 부작용이 나타난 것”이라고 지적했다[20].

## 같이 보기
- 허재호